# Castell de Cap Roig
El castell de Cap Roig és un edifici de Calella de Palafrugell (Baix Empordà), catalogat com a bé cultural d'interès nacional. Popularment és anomenat Cal Rus, per la nacionalitat del seu promotor.

## Història
El 1927, el matrimoni format pel coronel tsarista Nikolai (Nicolau) Woevodski (Sant Petersburg, 1888 – Calella de Palafrugell, 1975) i l'anglesa Dorothy (Dorotea) Webster, (Derby, 1888 – Calella de Palafrugell, 1980), experta en antiguitats, van invertir el seu patrimoni en l'adquisició de terrenys a Cap Roig per a construir-hi la seva residència, segons el projecte del mateix Woevodski (arquitecte sense títol oficial). Fins al 1931 s'hi construïren les cases dels jardiners i altres treballadors de la finca, en 
una de les quals visqueren també durant temps els propietaris, i del castell només quedà construIda l'ala de migdia i l'entrada monumental. Al voltant de la residència van crear un jardí botànic amb un miler d'espècies, i aprofitant la permissivitat de la dictadura de Primo de Rivera, van privatitzar camins públics i zones costaneres,.
Per a guanyar-se la vida, els Woevodski es van convertir en promotors turístics, comprant terrenys i dissenyant cases i la seva decoració, principalment per a britànics: La Musclera i la Perica, a Tamariu; la casa Barella sobre el Cap de Planes; i la casa de l'actriu Madeleine Carroll a Torre Valentina, entre d'altres. A la casa Audouard de Calella de Palafrugell, Woevodski inicià la construcció de les Voltes, a l'altra banda de la plaça del Port Bo, imitant les existents. Finalment, van considerar que els seus dos fills (del matrimoni anterior de Woevodski) no podrien mantenir la propietat i el jardí botànic, i el 1969 van signar un conveni amb la Caixa d'Estalvis de Girona a canvi d'un sou vitalici. Això va permetre continuar les obres del castell, les quals es van acabar el 1975, pocs mesos abans de la mort de Woevodski. A la mort de Dorotea Webster el 1980, la finca passà a mans de la caixa d'estalvis.
Actualment, pertany a la Fundació La Caixa, que hi fa exposicions i hi celebra festivals de música com el de Cap Roig. El 2019, es va aprovar un pla especial per a construir-hi tres edificis, que ha estat objecte de diverses crítiques.

## Descripció
Es tracta d'un conjunt format per un edifici principal i altres dependències auxiliars, per bastir el qual s'aprofitaren elements antics. De fet, la construcció intenta reunir en un espai unitari diversos elements característics de l'època medieval: el castell, el claustre, la torre, l'església, etc. L'efecte és pintoresc dintre de l'eclecticisme. A la seva Guía de la Costa Brava, Josep Pla en fa un gran elogi, sobretot dels jardins i la seva integració al paisatge.
Unes escales baixen fins a la Cala d'en Massoni, on hi ha l'embarcador, conegut popularment com «el Banyador de la russa». La tomba familiar es va situar en una esplanada sobre el Cap Roig, oberta davant el mar. La làpida sepulcral dels Woevodsky és coronada per una creu ortodoxa russa de pedra, i a la vora hi ha les petites làpides de les sepultures d'un gos i un gat.